# ケリー・プレストン
ケリー・プレストン（Kelly Preston, 1962年10月13日 - 2020年7月12日）は、アメリカ合衆国の女優。ハワイ州ホノルル出身。

## 来歴
UCLAやUSCなどで演技を学び、卒業後は多数のテレビドラマに出演した。映画デビューした後は『ツインズ』や『ザ・エージェント』など、数々の作品でヒロインを演じた。2000年代以降は主人公の妻や母親役を演じることが多かった。
2000年に夫のジョン・トラボルタと共演した『バトルフィールド・アース』で、ゴールデンラズベリー賞の「最低助演女優賞」を受賞した。

## 私生活
俳優のケヴィン・ゲイジと1985年に結婚するも、わずか2年で離婚した。その後ジョージ・クルーニーと交際したこともある。1990年には短期間チャーリー・シーンと婚約していたが、チャーリー・シーンが誤って発砲し彼女の腕に当たった後、解消した。

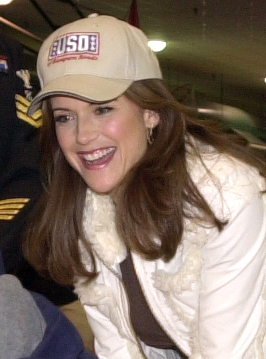
Preston in 2005

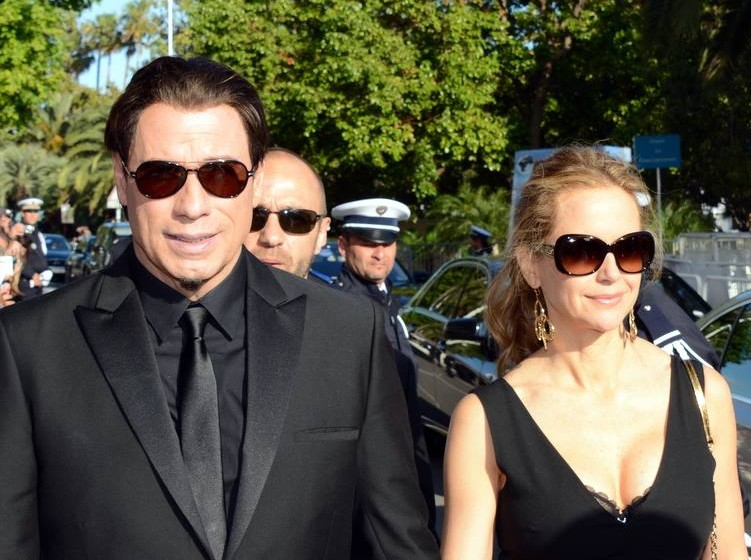
夫ジョン・トラボルタとのツーショット（2014年カンヌ国際映画祭）

1991年に俳優のジョン・トラボルタと再婚し、二人の子供にも恵まれたが、息子のジェットは2009年1月2日に16歳で死去した。
2010年5月、47歳で第3子を妊娠。同年11月23日に男児を出産した。母子ともに健康であった。
2020年7月12日、乳癌のため死去。57歳没。プレストンの遺族は2年間、闘病中だったとのことで、闘病生活を明かさずに治療に取り組んできたことを雑誌『ピープル』を通じて明かしている。

## 主な出演作品

### 映画
| 公開年 | 邦題 原題                                               | 役名                                            | 備考           |
| ------ | ------------------------------------------------------- | ----------------------------------------------- | -------------- |
| 1983年 | メタルストーム Metalstorm: The Destruction of Jared-Syn |                                                 |                |
| 1983年 | クリスティーン Christine                                | ロセアンナ                                      |                |
| 1983年 | 殺人鬼 10 to Midnight                                   | ドリーン                                        |                |
| 1985年 | アメリカン・フィフティーズ Mischief                     | マリリン                                        |                |
| 1985年 | シャイなラブレター Secret Admirer                       | デボラ                                          |                |
| 1986年 | スペースキャンプ SpaceCamp                              | ティッシュ                                      |                |
| 1986年 | デス・ポイント/非情の罠 52 Pick-Up                      | シニ                                            |                |
| 1987年 | ウィッチ/魔女狩り Love at Stake                         | サラ・リー                                      |                |
| 1987年 | サマー・デイズ A Tiger's Tale                           | シャーリー・バッツ                              |                |
| 1987年 | アメリカン・パロディ・シアター Amazon Women on the Moon | ヴァイオレット                                  |                |
| 1988年 | デビルズ・バインダー Spellbinder                        | ミランダ・リード                                |                |
| 1988年 | ツインズ Twins                                          | マーニー・メイソン                              |                |
| 1989年 | エキスパーツ The Experts                                | ボニー                                          |                |
| 1990年 | RUN/標的にされた男 Run                                  | カレン                                          |                |
| 1991年 | パーフェクト・ブライド/殺したい花嫁 The Perfect Bride   | ローラ                                          | テレビ映画     |
| 1992年 | オンリー・ユー Only You                                 | アマンダ                                        |                |
| 1993年 | アメリカの時計 The American Clock                       | ディアナ                                        | テレビ映画     |
| 1994年 | ヌードの瞳 Love Is a Gun                                | ジェーン・スター                                |                |
| 1994年 | 噛む女 Double Cross                                     | ヴェラ・ブランチャード                          |                |
| 1994年 | シャイアンウォリアー Cheyenne Warrior                   | レベッカ・カーバー                              | 主演           |
| 1996年 | フロム・ダスク・ティル・ドーン From Dusk Till Dawn      | ケリー（ニュースキャスター）                    |                |
| 1996年 | フェティッシュ Curdled                                  | ケリー                                          |                |
| 1996年 | ザ・エージェント Jerry Maguire                          | アヴェリー・ビショップ                          |                |
| 1997年 | 恋におぼれて Addicted to Love                           | リンダ                                          |                |
| 1997年 | ナッシング・トゥ・ルーズ Nothing to Lose                | アン・ビーム                                    |                |
| 1998年 | ホーリーマン Holy Man                                   | ケイト・ニューウェル                            |                |
| 1998年 | ジャック・フロスト Jack Frost                           | ギャビー・フロスト                              |                |
| 1999年 | ラブ・オブ・ザ・ゲーム For Love of the Game             | ジェーン                                        |                |
| 2000年 | バトルフィールド・アース Battlefield Earth              | チャーク                                        |                |
| 2003年 | ハッピー・フライト View from the Top                    | シェリー                                        |                |
| 2003年 | ロイヤル・セブンティーン What a Girl Wants              | リビー・レイノルズ                              |                |
| 2003年 | ハットしてキャット The Cat in the Hat                   | 母親                                            |                |
| 2005年 | スカイ・ハイ Sky High                                   | ジョジー・ストロングホールド/ジェットストリーム |                |
| 2006年 | 橋の向こうに Broken Bridges                             | アンジェラ・デルトン                            |                |
| 2007年 | 狼の死刑宣告 Death Sentence                             | ヘレン・ヒューム                                |                |
| 2009年 | オールド・ドッグ Old Dogs                               | ヴィッキー                                      |                |
| 2010年 | パリより愛をこめて From Paris with Love                 | エッフェル塔での女性                            | クレジットなし |
| 2010年 | ラスト・ソング The Last Song                            | キム                                            |                |
| 2010年 | ロビイストの陰謀 Casino Jack                            | パム・アブラモフ                                |                |
| 2018年 | ギャング・イン・ニューヨーク Gotti                      | ヴィクトリア・ゴッティ                          |                |

### テレビシリーズ
| 放映年 | 邦題 原題                                  | 役名                       | 備考        |
| ------ | ------------------------------------------ | -------------------------- | ----------- |
| 2004年 | Joey ジョーイ Joey                         | ドナ                       | 2エピソード |
| 2005年 | ファット・アクトレス Fat Actress           | クイン・テイラー・スコット | 4エピソード |
| 2008年 | ミディアム 霊能者アリソン・デュボア Medium | メーガン・ドイル           | 4エピソード |
| 2016年 | CSI:サイバー CSI: Cyber                    | グリア・ラティモア         | 3エピソード |

### CM
カナダドライジンジャーエール